# De Prins der Geïllustreerde Bladen

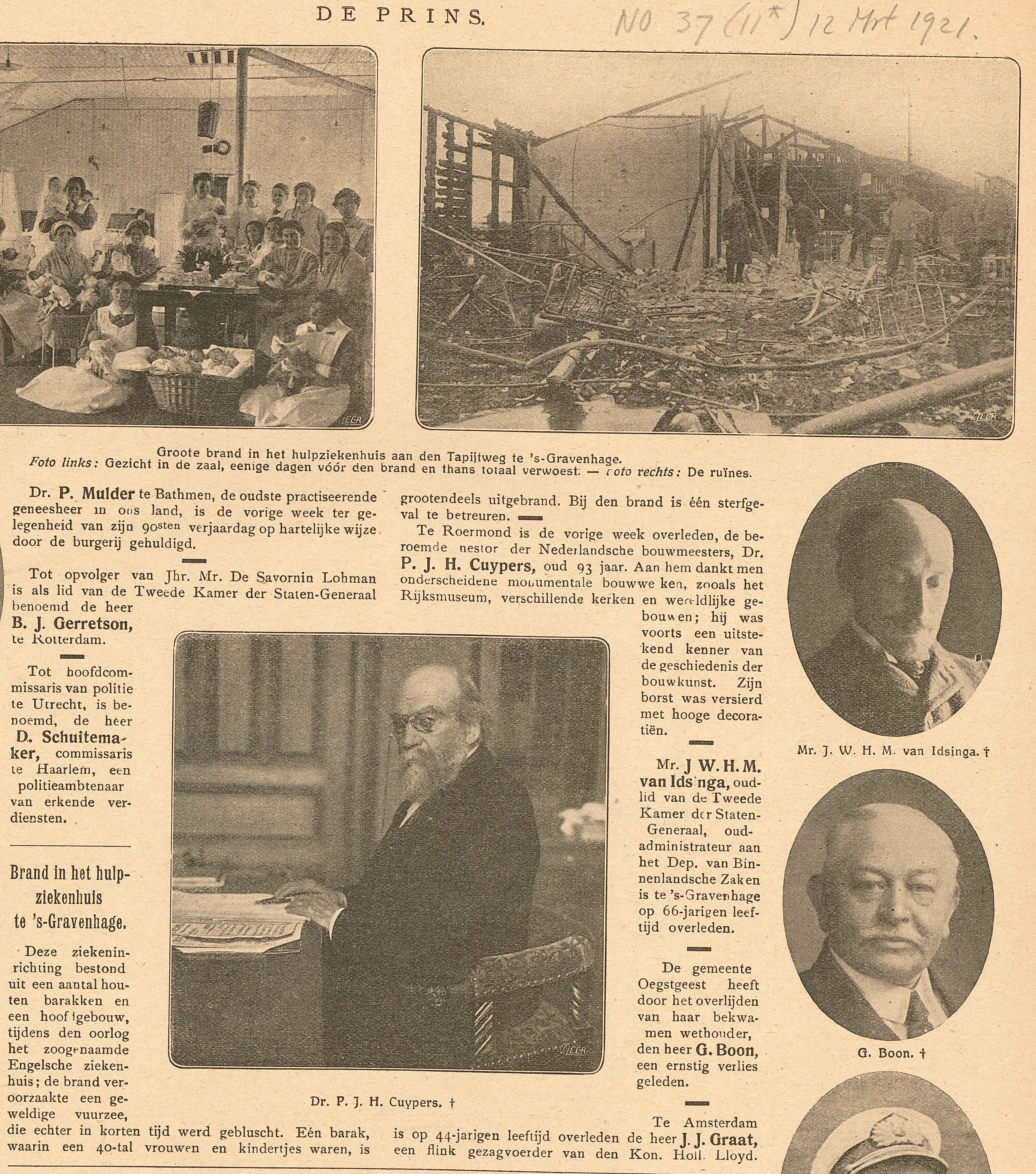
Necrolog al arhitectului P.J.H. Cuypers în ediția din 12 martie 1921 a revistei De Prins der Geïllustreerde Bladen

De Prins der Geïllustreerde Bladen (abreviată De Prins, în română Prințul revistelor ilustrate) a fost o revistă neerlandeză care a apărut între 1901 și 1948. Revista conținea multe fotografii, recenzii literare, teatrale și cinematografice și texte literare în foileton (precum cele scrise de Arthur Conan Doyle). Aici au fost publicate, de asemenea, biografii și necrologuri ale unor personalități cunoscute.
Revista a fost publicată de editura Uitgeverij N. J. Boon din Amsterdam. Editor și director a fost N.J. Boon.